# Stella Merendino

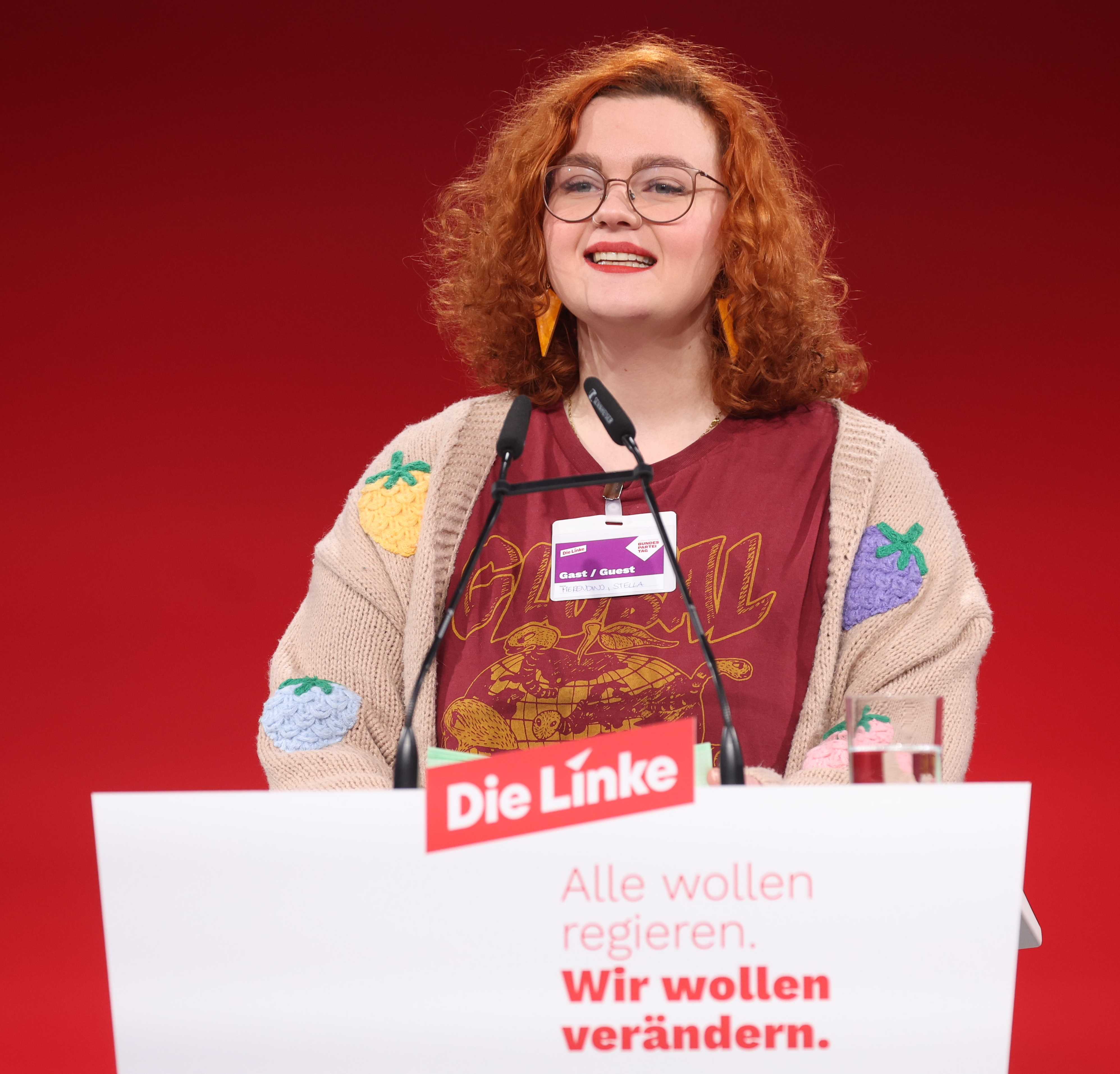
Stella Merendino (2025)

Ottavia Stella Merendino (* 8. April 1994 in Danzig) ist eine deutsche Politikerin (Die Linke). Sie ist seit der Bundestagswahl 2025 Abgeordnete des Deutschen Bundestags.

## Leben
Stella Merendino ist am 8. April 1994 in Danzig, Polen, geboren und im Wedding aufgewachsen. Ihre Mutter ist Polin, ihr Vater stammt aus Italien. 2013 legte sie ihr Abitur am Emmanuel-Kant-Gymnasium in Berlin ab. Anschließend absolvierte sie ein Freiwilliges Soziales Jahr in Newport, Vereinigtes Königreich. Von 2014 bis 2017 wurde sie zur Gesundheits- und Krankenpflegerin ausgebildet und ist seit 2014 als Rettungssanitäterin tätig. Seit 2022 studiert sie an der Akkon-Hochschule in Berlin Erweiterte klinische Pflege. Merendino ist Krankenpflegerin am Vivantes Humboldt-Klinikum in der Notaufnahme. Als Krankenpflegerin engagierte sie sich in der Gewerkschaft ver.di für mehr Personal im Krankenhaus und in der Notaufnahme. 2021 begann sie mit einem berufsbegleitenden Studium in „Erweiterte klinische Pflege mit dem Fokus Notfallpflege“.

## Politischer Werdegang

### Die Linke
Im Jahre 2023 trat Stella Merendino nach Angriffen auf Pflegekräfte in ihrem Krankenhaus der Partei Die Linke bei. Neben der Gesundheitspolitik ist auch der Mieterschutz ein Thema für Merendino. So sieht sie das Wohnen als ein Grundrecht an, fordert dass die Mieten gesenkt werden und ein bundesweiter Mietendeckel eingeführt werden sollte.

### Deutscher Bundestag
Im Dezember 2024 wurde ihre Kandidatur für den Deutschen Bundestag in Berlin-Mitte bekannt. Bei der Bundestagswahl im Februar 2025 zog sie über die Landesliste in den Deutschen Bundestag ein. Merendino ist im 21. Deutschen Bundestag ordentliches Mitglied des Ausschusses für Gesundheit und stellvertretendes Mitglied im Auswärtigen Ausschuss. Zudem ist sie für ihre Fraktion Sprecherin für Krankenhaus und Notfallversorgung und Sprecherin für Globale Gesundheit.